# Tsuji Zennosuke

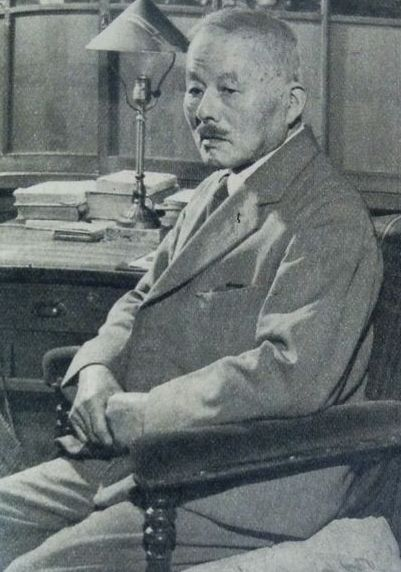
Tsuji Zennosuke

Tsuji Zennosuke (japanisch 辻 善之助; geboren 15. April 1877 in Himeji (Präfektur Hyōgo); gestorben 13. Oktober 1955) war ein japanischer Historiker und Anhänger der Jōdo-Shinshū-Glaubensrichtung des Buddhismus.

## Leben und Wirken
Tsuji Zennozuke machte 1899 seinen Abschluss an der Universität Tōkyō im Fachbereich Geschichtswissenschaft. 1911 wurde er an seiner Alma Mater Assistenzprofessor im Fachbereich Geisteswissenschaften. 1921 wurde er mit dem Onchishō (恩賜賞) der Akademie der Wissenschaften ausgezeichnet, 1923 wurde er Professor. 1932 er Mitglied in der Akademie der Wissenschaften. Er wurde 1938 bei Erreichen der Altersgrenze als Meiyo Kyōju verabschiedet. Tsuji übernahm dann eine Professur an dem Seishin joshi gakuin (聖心女子学院).
1940, im Zeichen der 2600-Jahr-Feier der legendären Reichsgründung gab Tsuji zusammen mit dem Schriftsteller Sasaki Nobutsuna (1872–1963) das Werk über Prinz Schōtoku (列聖珠藻 聖徳餘光, Reishō kyūmo – Shōtoku yokō) heraus. Das Werk wurde 2008 noch einmal nachgedruckt.
Nach dem Pazifikkrieg übernahm Tsuji eine Professur an der Risshō-Universität. 1952 wurde er als Person mit besonderen kulturellen Verdiensten geehrt und im gleichen Jahr mit dem Kulturorden ausgezeichnet.
Zu Tsujis Werken gehören die „Kulturgeschichte Japans“(日本文化史, Nihon bunka-shi), die von 1948 bis 1953 in 11 Bänden erschien, und die „Geschichte des Buddhismus in Japan“ (日本仏教史, Nihon bukkyō-shi), 10 Bände, die 1944 bis 1953 erschienenen. Er wurde 1953 mit dem Asahi-Preis ausgezeichnet.